# Carcharhinus leiodon
A Carcharhinus leiodon a porcos halak (Chondrichthyes) osztályának kékcápaalakúak (Carcharhiniformes) rendjébe, ezen belül a kékcápafélék (Carcharhinidae) családjába tartozó faj.

## Előfordulása
A Carcharhinus leiodon előfordulási területe a Nyugat-Indiai-óceán. Az Arab-félsziget déli vizeiben és az Ádeni-öbölben található meg. A fajt csak a holotípusnak köszönhetően ismerjük; ez egy ivaréretlen hím példány. Nem tudjuk, ha a helybéli halászok halásszák-e, vagy mennyire ritka a faj.

## Megjelenése
Ez a kisméretű szirticápafaj talán legfeljebb 75 centiméter hosszú.

## Életmódja
Trópusi cápa, amely a tengerfenék közelében él.

## Szaporodása
Igen keveset tudunk erről a cápáról, de rokonaihoz hasonlóan valószínűleg elevenszülő porcos hal; a peték kiürülő szikzacskója az emlősök méhlepényéhez hasonlóan a nőstény szöveteihez kapcsolódik. Belső megtermékenyítéssel szaporodik, párosodáskor a cápák egymáshoz simulnak.